# Calohypnum pulchroalare
Calohypnum pulchroalare là một loài Rêu trong họ Hypnaceae. Loài này được (Broth. & Yasuda) Sakurai mô tả khoa học đầu tiên năm 1950.